# Gioacchino Cavaro
Gioacchino Cavaro est un peintre italien qui fut actif en Sardaigne de la fin du XVe au début du XVIe siècle. 
Certains critiques l'identifient comme le maestro di Castelsardo, mais son identité fait encore l'objet de discussions. 

## Œuvres
- Retable de Castelsardo, cathédrale, Castelsardo.
- Retrable de la Porziuncola, Pinacothèque nationale, provenant de l'église San Francesco di Stampace, Cagliari.
- Retable de Tuili, église paroissiale, Tuili.
- Vierge à l'Enfant, Museum of Art, Birmingham.
- Retable de Tallano (deux), église Santa Maria, Tallano, Corse.
- Madonna del Latte, Museu d'Art de Catalunya, Barcellone.
- Crucifixion, Collection privée.